# فرودگاه منطقه‌ای هیورن
فرودگاه منطقه‌ای هیورن (به انگلیسی: Huron Regional Airport) یک فرودگاه همگانی با کد یاتا HON است که یک باند فرود بتن دارد و طول باند آن ۲۱۹۵ متر است. این فرودگاه در کشور ایالات متحده آمریکا قرار دارد و در ارتفاع ۳۹۲٫۹ متری از سطح دریا واقع شده‌است.